# 수체 체
수체 체 (General Number Field Sieve) 알고리즘은 어떤 양의 정수 N을 빠르게 소인수분해할 수 있는 소인수분해 알고리즘이다. 이 알고리즘은 일반적으로 소인수분해하고자 하는 수가 100자리가 넘을 때 이차 체보다 빨라지게 되고, 일반적인 컴퓨터로 실행할 수 있는 소인수분해 알고리즘 중에서 가장 빠르며, 보통 100자리가 넘는 정수에 대해서 사용한다. RSA-704, RSA-768 등을 소인수분해할 때 사용되었고, 200번째 베르누이 수의 분자를 소인수분해할 때에도 사용되었다.

## 같이 보기
- 특수 수체 체